# Louise Everett
Pour les articles homonymes, voir Everett.
Louise Everett ou Louise Nimmo, née à Des Moines (Iowa) le 9 avril 1899 et morte à Ojai le 6 avril 1959, est une sculptrice et peintre américaine.

## Biographie
Élève de Charles Webster Hawthorne, elle expose au Salon des artistes français en 1926. 
Elle prend part en 1932 à la compétition artistique des Jeux olympiques d'été.